# نیکوما پارک (اکلاهما)
نیکوما پارک(به انگلیسی: Nicoma Park) شهری در ایالت اکلاهما کشور ایالات متحده آمریکا است که جمعیت آن در سرشماری سال ۲۰۱۰ میلادی، ۲٬۳۹۳ نفر بوده‌است.